# ۱۴۲۸ (میلادی)
۱۴۲۸ (میلادی) هزار و چهارصد و بیست و هشتمین سال تقویم میلادی است.

## درگذشتگان
‎